# Christy Gavory
Christy Gavory, née le 5 mai 1998 à Rouen, est une footballeuse française évoluant au poste de milieu de terrain au Havre Athletic Club.

## Biographie

### Carrière en club
Christy Gavory commence le football au club de Saint-Étienne-du-Rouvray, puis rejoint le CMS Oissel. Elle évolue ensuite pendant trois ans au FC Rouen avant, à 15 ans, d'intégrer l'Arras FCF. Elle évolue les deux premières saisons avec les U19 Nationaux, mais joue son premier match de D1 dès le 25 mai 2014 face à Montpellier.
En 2016, elle rejoint le FC Metz, évoluant en D1. Après trois saisons en D1 et une D2, elle quitte le club lorrain, relégué en D2, à l'issue de la saison 2019-2020.
Elle s'engage alors avec le RC Lens, qui vient de fusionner avec le club d'Arras.
Après deux saisons à Lens, en 2022, elle rejoint le HAC.

### Carrière internationale
Sélectionnée dans toutes les catégories de jeunes avec la France, Christy Gavory est vice-championne d'Europe avec l'équipe de France U19 en août 2017. Elle fait également partie de l'équipe de France U20 qui atteint les demi-finales de la Coupe du monde 2018.

## Palmarès
FC Metz
- Championnat de France D2 (1)
  - Championne en 2018

 France -19 ans
- Euro -19 ans
  - Finaliste en 2017

## Statistiques
| Saison                | Club                  | Championnat           | Championnat | Championnat | Coupe(s) nationale(s) | Coupe(s) nationale(s) | Total | Total |
| Saison                | Club                  | Division              | M.          | B.          | M.                    | B.                    | M.    | B.    |
| 2013-2014             | Arras FCF             | Division 1            | 1           | 0           |                       |                       | 1     | 0     |
| 2015-2016             | Arras FCF             | Division 2            | 22          | 3           |                       |                       | 22    | 3     |
| Sous-total            | Sous-total            | Sous-total            | 23          | 3           |                       |                       | 23    | 3     |
| 2016-2017             | FC Metz               | Division 1            | 17          | 0           | 2                     | 0                     | 19    | 0     |
| 2017-2018             | FC Metz               | Division 2            | 20          | 0           | 1                     | 0                     | 21    | 0     |
| 2018-2019             | FC Metz               | Division 1            | 21          | 1           | 2                     | 1                     | 23    | 2     |
| 2019-2020             | FC Metz               | Division 1            | 16          | 0           | 2                     | 0                     | 18    | 0     |
| Sous-total            | Sous-total            | Sous-total            | 74          | 1           | 7                     | 1                     | 81    | 2     |
| Total sur la carrière | Total sur la carrière | Total sur la carrière | 97          | 4           | 7                     | 1                     | 104   | 5     |